# Stadio dell'Accademia militare del Cairo
Lo stadio dell'Accademia militare del Cairo (in arabo إستاد الكلية الحربية بالقاهرة‎?, Istād al-Kulliyya al-Ḥarbiyya bi-l-Qāhira) è uno stadio calcistico del Cairo situato nel distretto di Nozha, nella zona nord-est della capitale egiziana. Ha una capienza totale di 65 000 posti. 
Inaugurato nel 1989 e intitolato all'Accademia militare egiziana perché inizialmente in uso a studenti e militari della scuola, fu tra le sei sedi della Coppa delle nazioni africane 2006, svoltasi in Egitto, e nel 2009 fu ristrutturato in vista del campionato mondiale di calcio Under-20, alcune partite del quale si sono svolte nell'impianto. Prima della ristrutturazione lo stadio aveva 28 500 posti.

## Incontri di rilievo

### Campionato mondiale di calcio Under-20 2009
Tra il 25 settembre e il 1º ottobre 2009 si sono tenute in questo stadio le seguenti partite del campionato mondiale Under-20:
- Trinidad e Tobago 0 - 0  Paraguay (Gruppo A) il 1º ottobre
- Nigeria 0 - 1  Venezuela (Gruppo B) il 25 settembre
- Spagna 8 - 0  Tahiti (Gruppo B) il 25 settembre
- Nigeria 0 - 2  Spagna (Gruppo B) il 28 settembre
- Tahiti 0 - 8  Venezuela (Gruppo B) il 28 settembre
- Venezuela 0 - 3  Spagna (Gruppo B) il 1º ottobre
- Spagna 1 - 3  Italia (Ottavi di finale) il 5 ottobre